# Euphorbia sojakii
Euphorbia sojakii är en törelväxtart som först beskrevs av Jindřich Chrtek och Krísa, och fick sitt nu gällande namn av Oljga N. Dubovik. Euphorbia sojakii ingår i släktet törlar, och familjen törelväxter. Inga underarter finns listade i Catalogue of Life.